# 衣笠商店街
衣笠商店街（きぬがさしょうてんがい）とは、神奈川県横須賀市衣笠栄町のJR横須賀線衣笠駅前にある商店街である。

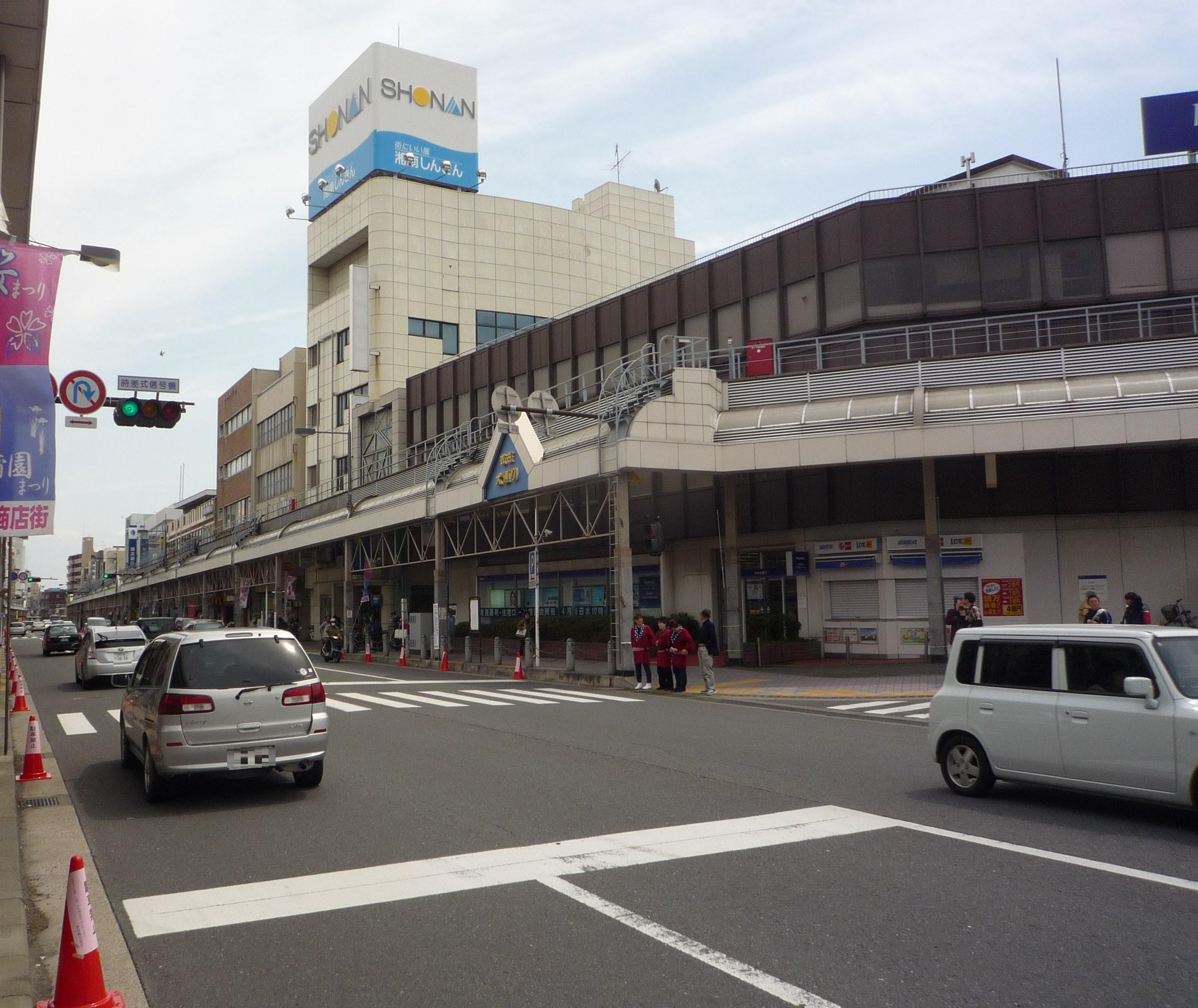
衣笠大通り商店街（2010年4月撮影）

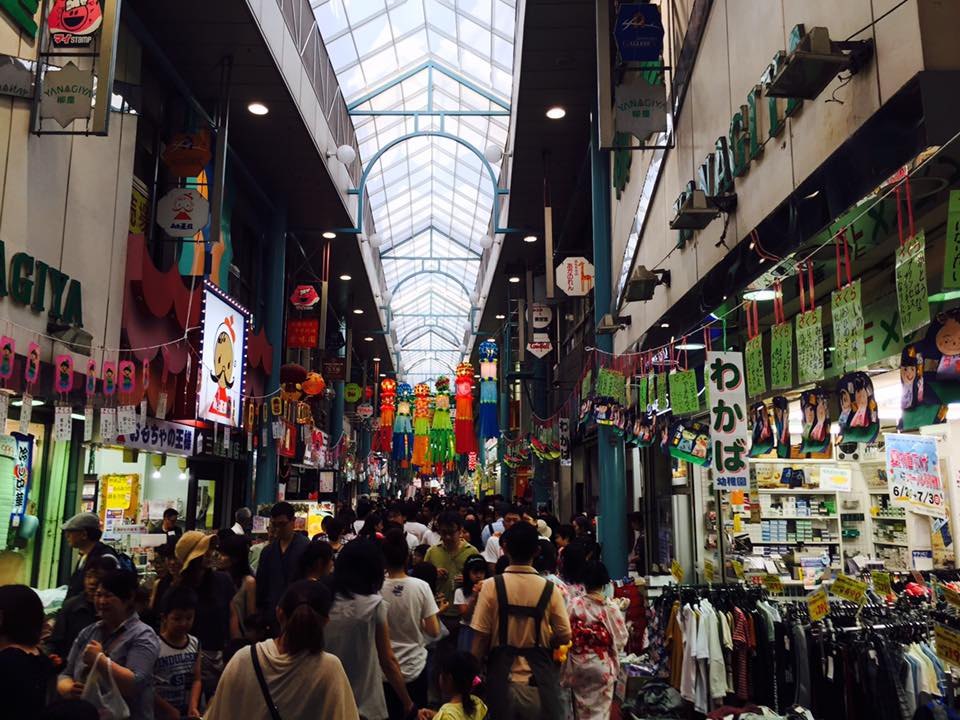
衣笠仲通り商店街の雑踏(2016年9月撮影)

## 概要
アーケードの設置や各種イベントの開催（後述）などの試みや駅前という立地と周辺人口が多いという好条件もあって、現在も200店舗以上が軒を連ねる横須賀市内指折りの賑わいを見せている商店街である。
ただ、かつては映画館（衣笠並木座）やボウリング場（横須賀Aボウル）、屋上遊園地（旧ユニー衣笠店）など、大型行楽施設も多く存在したが、そちらはその多くが現在、廃業してしまっている。
近年では衣笠駅の付近に複数のマンションが建設されたこともあり、人口の再集積化も始まっている。それに伴って、バリアフリー化を進めており、高齢化社会に向けた商店街つくりを行っている。
画像についてはこちらを参照。
- 衣笠大通り商店街
  - 衣笠通り沿いに軒を連ねる商店街。全長300メートルほどの片側式アーケードが設けられた衣笠のメインストリートである。
- 衣笠仲通り（きぬがさなかどおり）
  - 全長約250mメートルの全蓋式アーケードを備えた商店街。雨風を避けて自動車の心配もなく（内部を走る道路は車両の通行が制限されている。）快適に買い物ができる環境が整備されている。近年は旧ユニー衣笠店のビルが解体されて跡地に現代的なシルパティオビルが誕生するなど再活性化も進んでいる。西友衣笠店もある。

## 特色
詳細は衣笠商店街の衣笠商店街公式HPを参照。
- ポイントカードの利用促進。
  - 県内の他の商店街に先駆けSuicaやパスモの使用を商店街内で可能にした。またポイントカードとしても利用できるサービスを2009年10月より開始している。
- 高齢者に配慮し、子育てを応援する施策。
  - 子供を連れた客だけが利用できる休憩室の設置など。
- メディア作品とのタイアップ企画
  - 渡り廊下走り隊7のPVのロケ地になる。また2016年のアニメ「ハイスクール・フリート」では横須賀の街並みが登場することから、商店街のお店にアニメキャラクターの等身大パネルの設置したり、500円以上の買い物で非売品の缶バッジがもらえるキャンペーンを実施している[3]。

### 催し物
- チャリティーバザー
  - 毎月中旬頃に開催される。
- 新春。甘酒の振る舞い
- 衣笠桜まつり

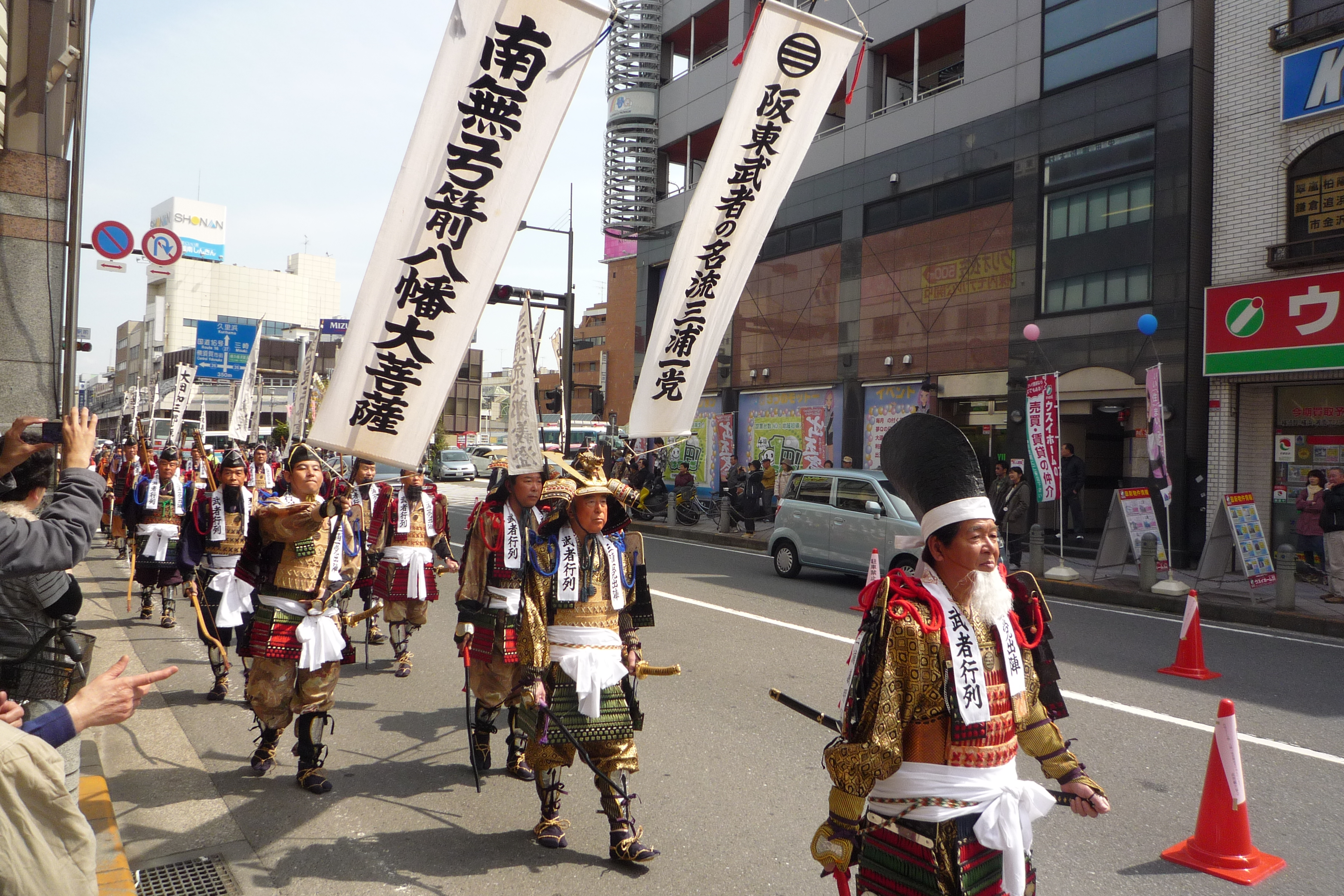
三浦一党武者行列（2010年4月18日）

  - 近隣の衣笠山公園で毎年3月下旬から4月上旬にかけて行われる「衣笠桜まつり」に協賛して加盟店舗のセールや三浦一党武者行列（三浦氏の往時を偲んだ武者行列、近隣の学校の吹奏楽部や鼓笛隊、消防団の行進、婦人会の民謡踊りなどが披露される。）の開催など。
- 夏休み 子供大会
  - 毎年8月に開催される駅前広場を使用したお祭り。消防車の展示や盆踊りなどが行われたくさんの夜店が出店する。
- ハロウィン
- スタンプラリーや写真コンテストの開催。仮装して参加するのが推奨されていて仮装パレードの開催もある。
- 秋のナイトバザール
  - フリーマーケットやストリートライブが行われ盛況である。また参加店舗の殆どは営業時間を繰り下げて営業するため21時ごろまで買い物を楽しめる。

## アクセス
- 横須賀線（JR東日本）衣笠駅 西方向へすぐ。
- 商店街各地に約170台が収容可能な駐車場が設置されている。

## ギャラリー

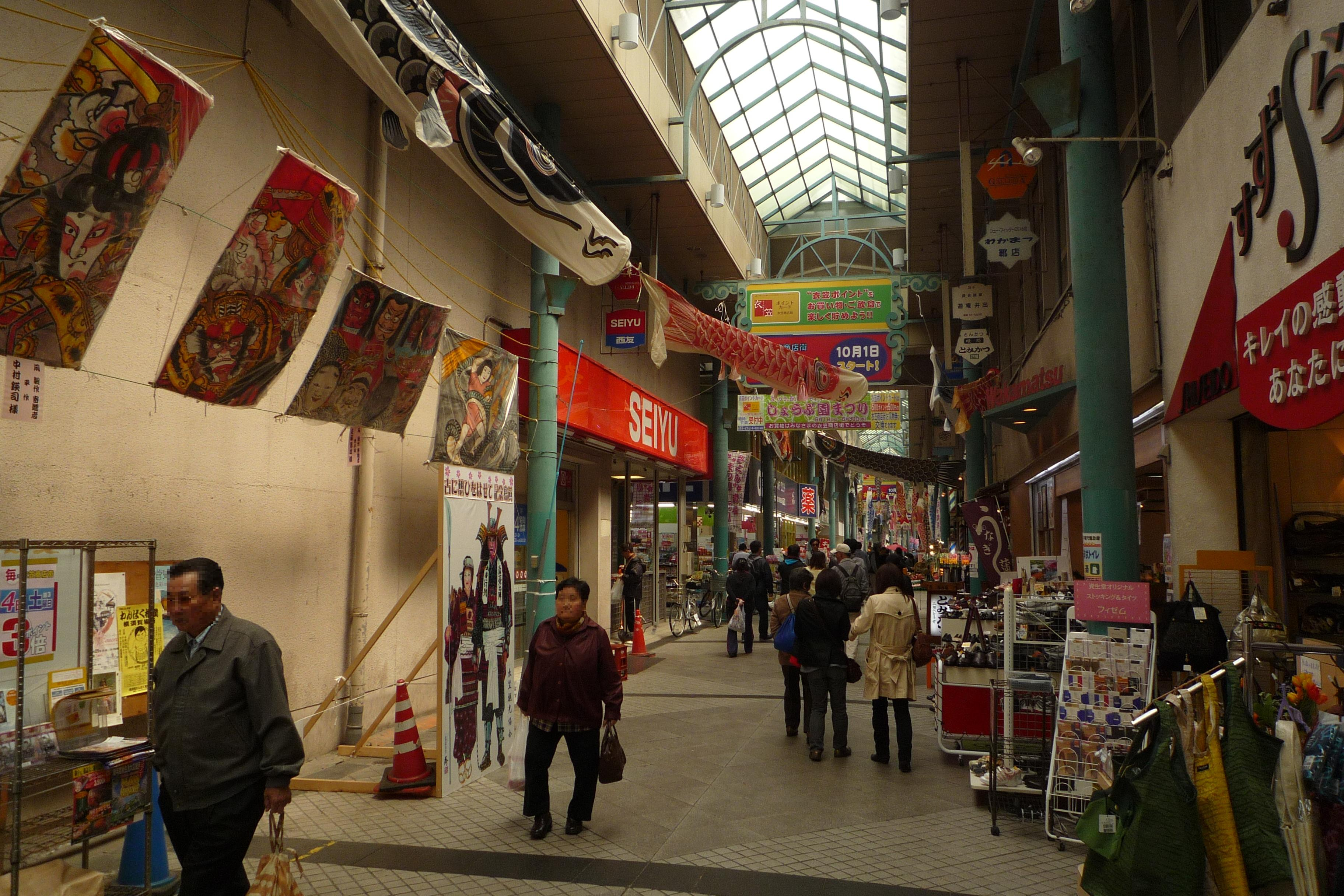
衣笠仲通りの画像
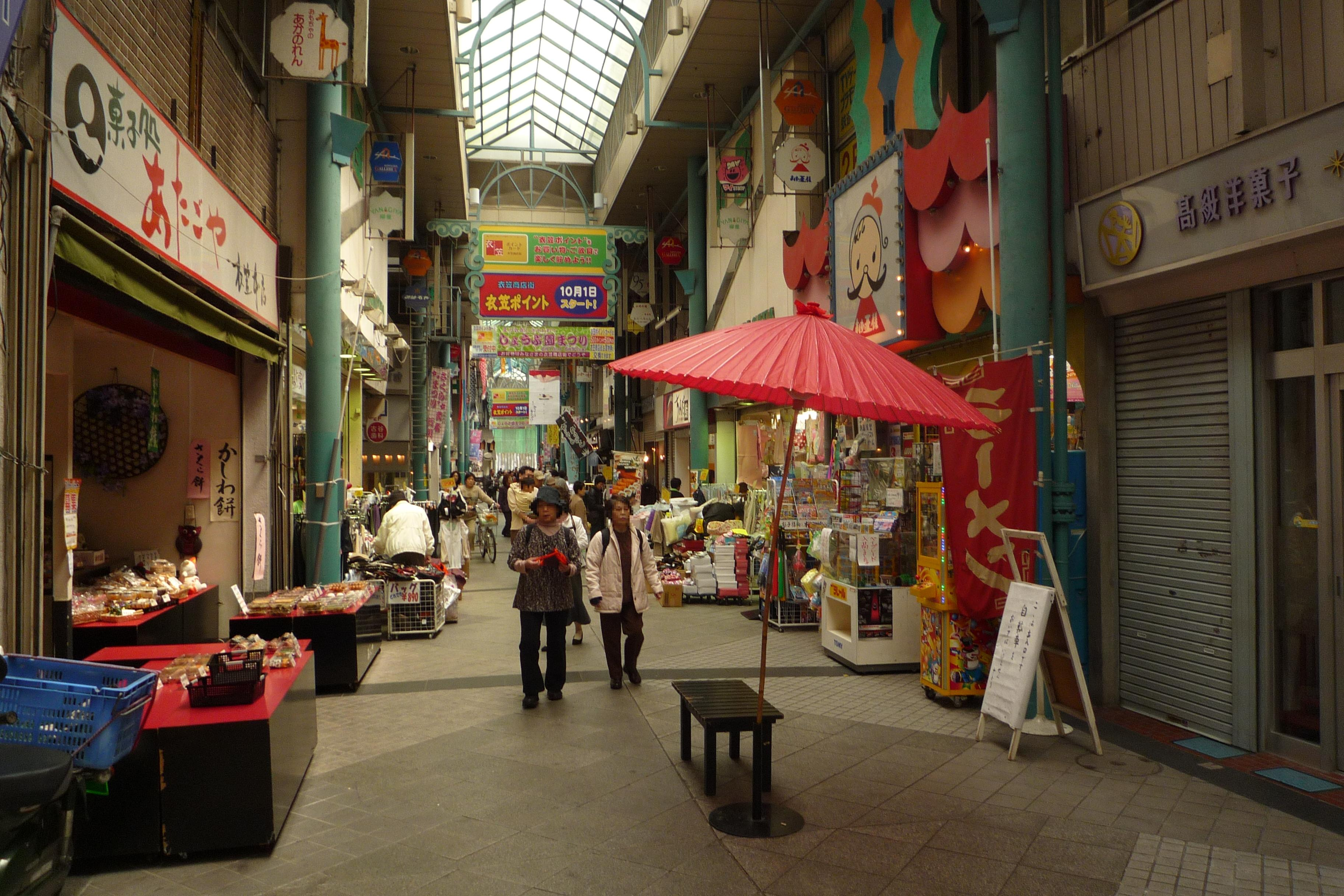
衣笠仲通りの画像
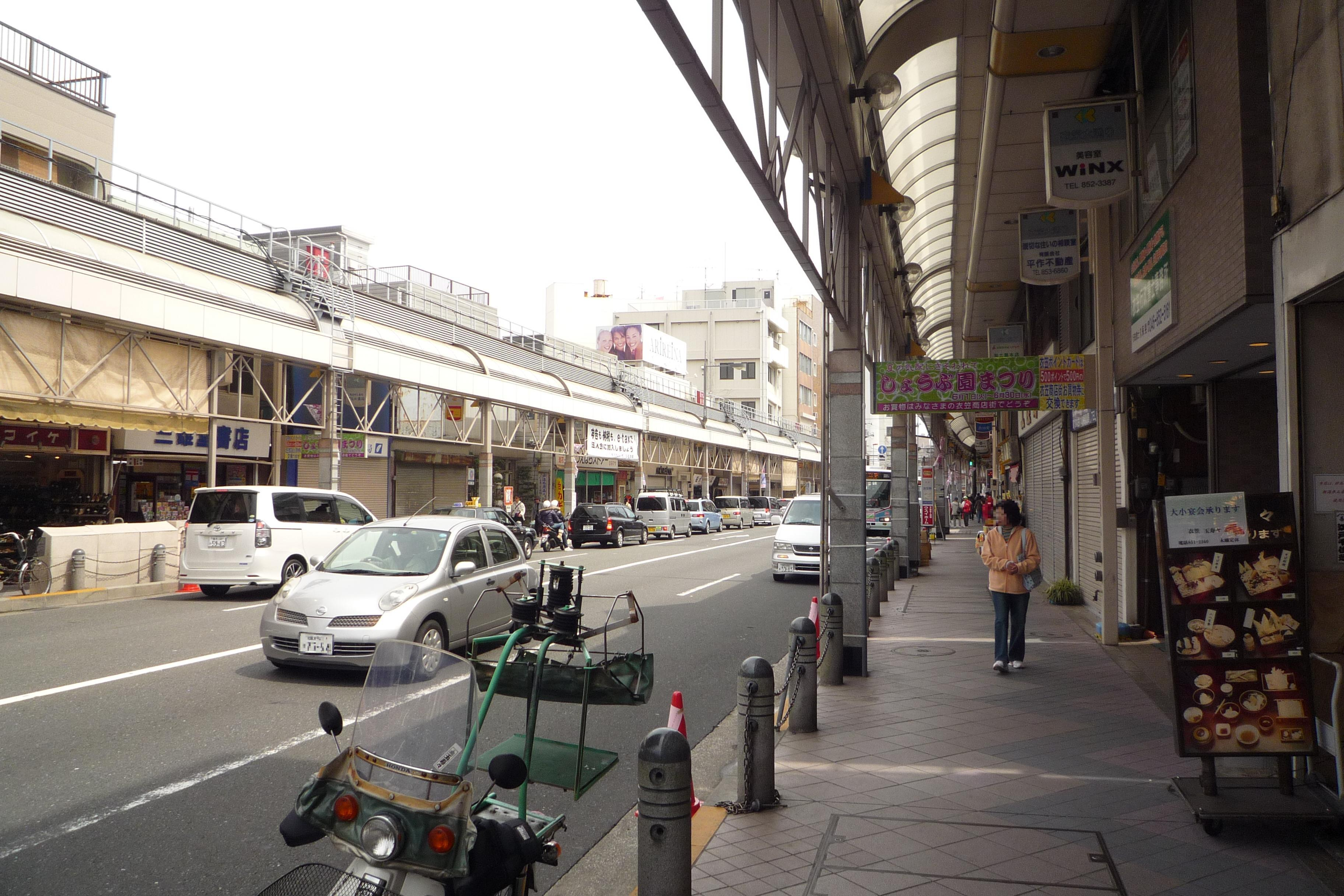
衣笠大通りの画像
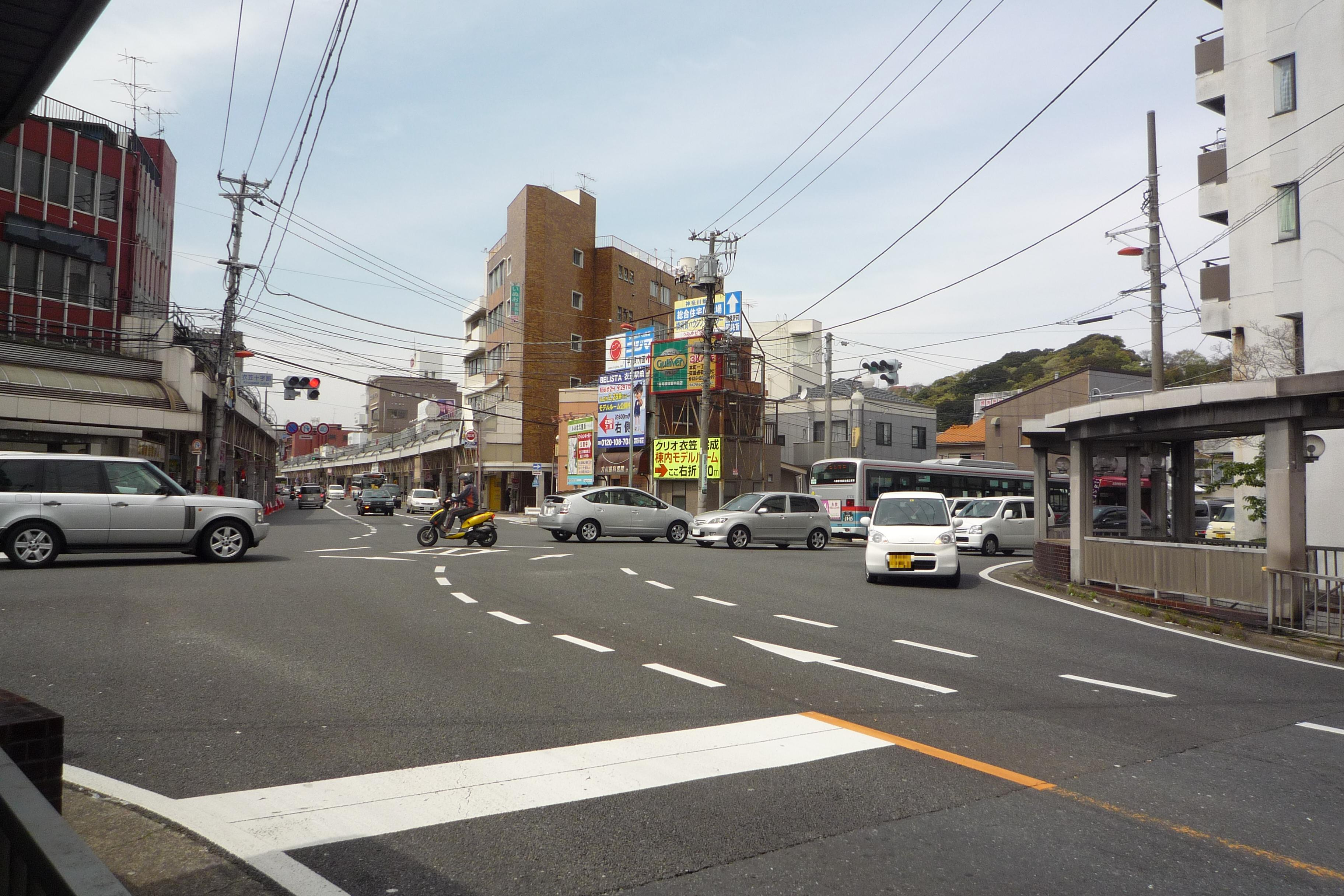
衣笠十字路から衣笠大通りの入口を撮影。
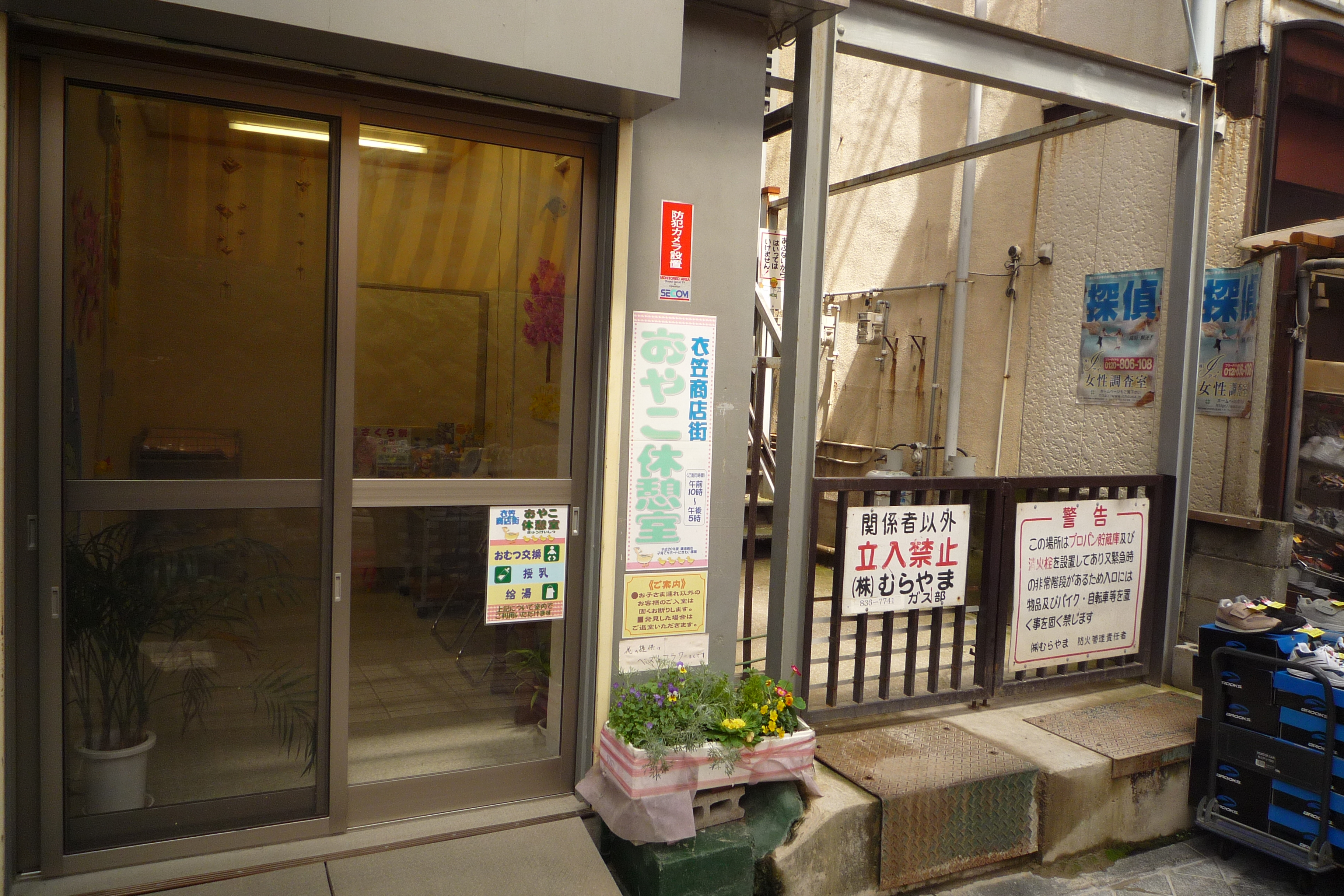
衣笠仲通りの親子休息室。
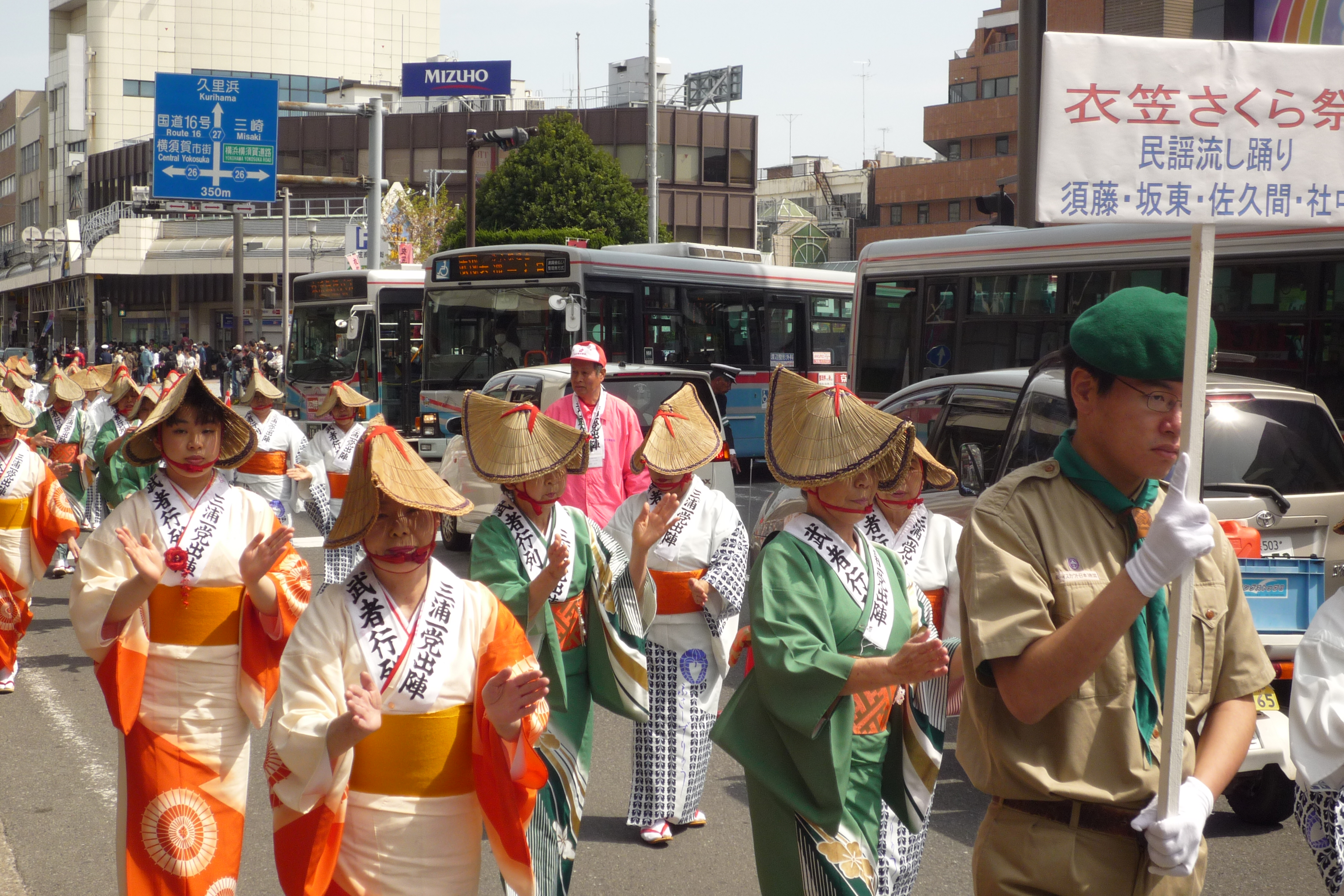
婦人会の民謡踊り（衣笠さくら祭り）。
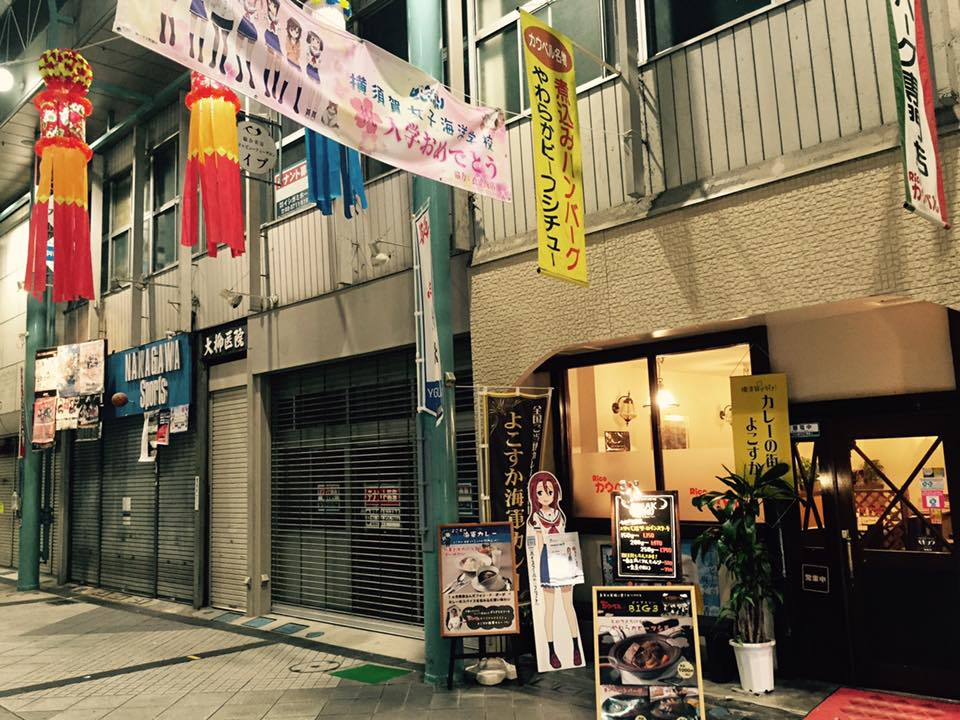
2016年夏の衣笠商店街。アニメ「ハイスクール・フリート」とのコラボ企画。
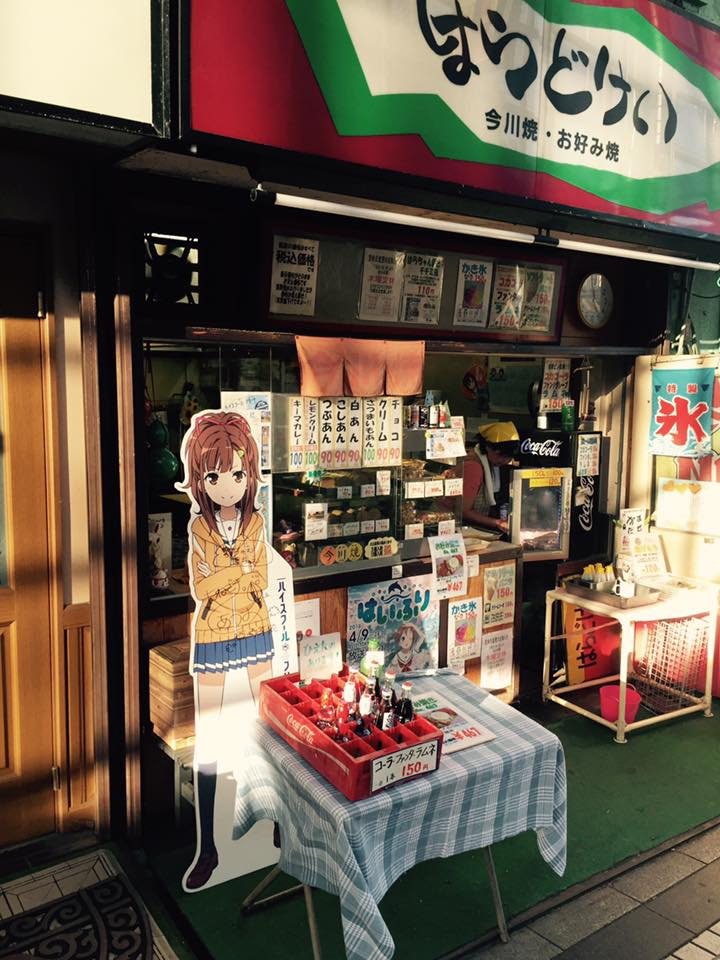
2016年夏の衣笠商店街。アニメ「ハイスクール・フリート」とのコラボ企画。